# Willamette (Meteorit)
Koordinaten: 45° 22′ 0″ N, 122° 35′ 0″ W

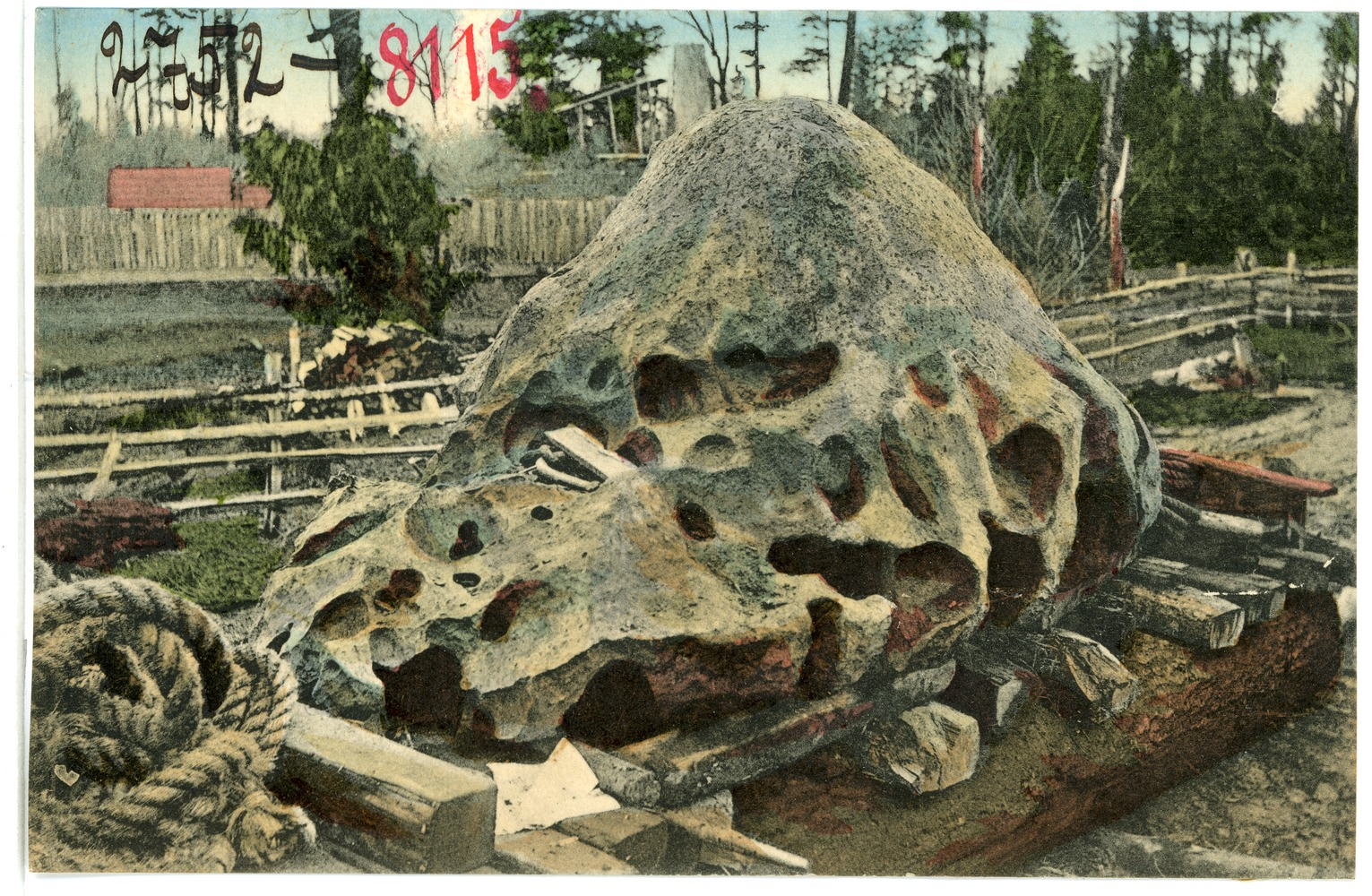
Der Willamette-Meteorit 1906

Willamette ist der Name eines Meteoriten, dessen Fund im US-amerikanischen Staate Oregon behördlich mit dem Jahre 1902 angegeben wird. Er ging jedoch schon mehrere tausend Jahre zuvor auf die Erde nieder.

## Merkmale

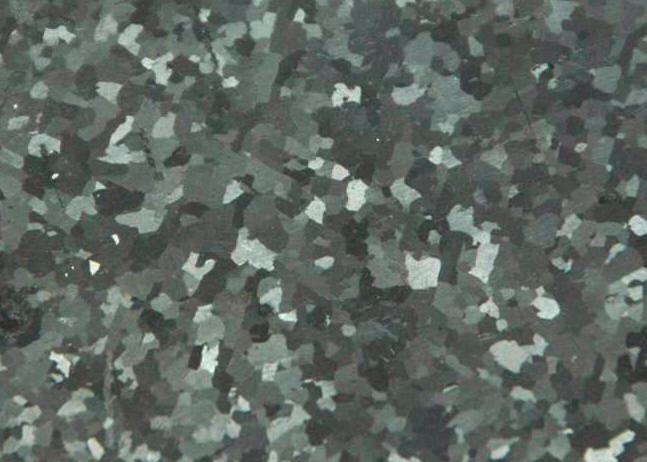
Widmanstätten-Struktur auf dem Meteoriten

Der Willamette-Meteorit ist als Eisenmeteorit der Klasse IIIAB klassifiziert, als Mittlerer Oktaedrite (Om).
Whitefield fand 91,46 % Eisen, 8,30 % Nickel. Dawson hingegen 91,66 % Eisen, 7,88 % Nickel, 0,21 % Kobalt, 0,09 % Phosphor. Die Dichte beträgt 7,7 g/cm³.
Mit der Größe eines Kleinwagens – die Länge beträgt 3 m, die Breite 2,16 m, die Höhe 1,26 m – ist der Willamette der größte Meteorit, der bisher in den USA gefunden wurde und galt zum Zeitpunkt seiner Auffindung als drittgrößter der Welt. Er hat ein Gewicht von 15,5 t. Es wurde errechnet, das bis zu 6 t des Meteoriten durch Wettereinflüsse im Laufe der vergangenen 13.000 Jahre abgetragen wurden. Das würde ein Originalgewicht von 21 t ergeben. Wissenschaftler vermuten, dass er aus dem Asteroiden-Gürtel zwischen Mars und Jupiter stammt und ein Teil des Eisenkerns eines Planeten war, der mit einem anderen Himmelskörper vor Milliarden Jahren kollidierte.
Bezeichnend für sein Aussehen ist die konische Form und die stark löchrige Oberfläche, mit Aushöhlungen bis zu 50 cm Tiefe. Die großen Aushöhlungen an der flachen Seite des Meteoriten wurden nicht im All, sondern erst auf der Erde durch Witterungseinflüsse geformt. Sie entstanden durch die chemische Reaktion von Regenwasser mit den Eisensulfiden des Gesteins, wodurch eine schwache Schwefelsäure entstand. Die Ätzung dieser Säure, ein extrem langsamer Prozess, zersetzte das Metall und schuf die Hohlräume, die heute zu sehen sind. John Wasson, Experte für Eisenmeteoriten an der UCLA, schrieb zu den ungewöhnlichen Blasen am Rande eines Einschlusses: „Diese Blasenbildung ist faszinierend. Wir können uns nicht daran erinnern, je so kantige Eisensulfid Segmente in einer Gesteinsschmelzung gesehen zu haben.“

## Fundort

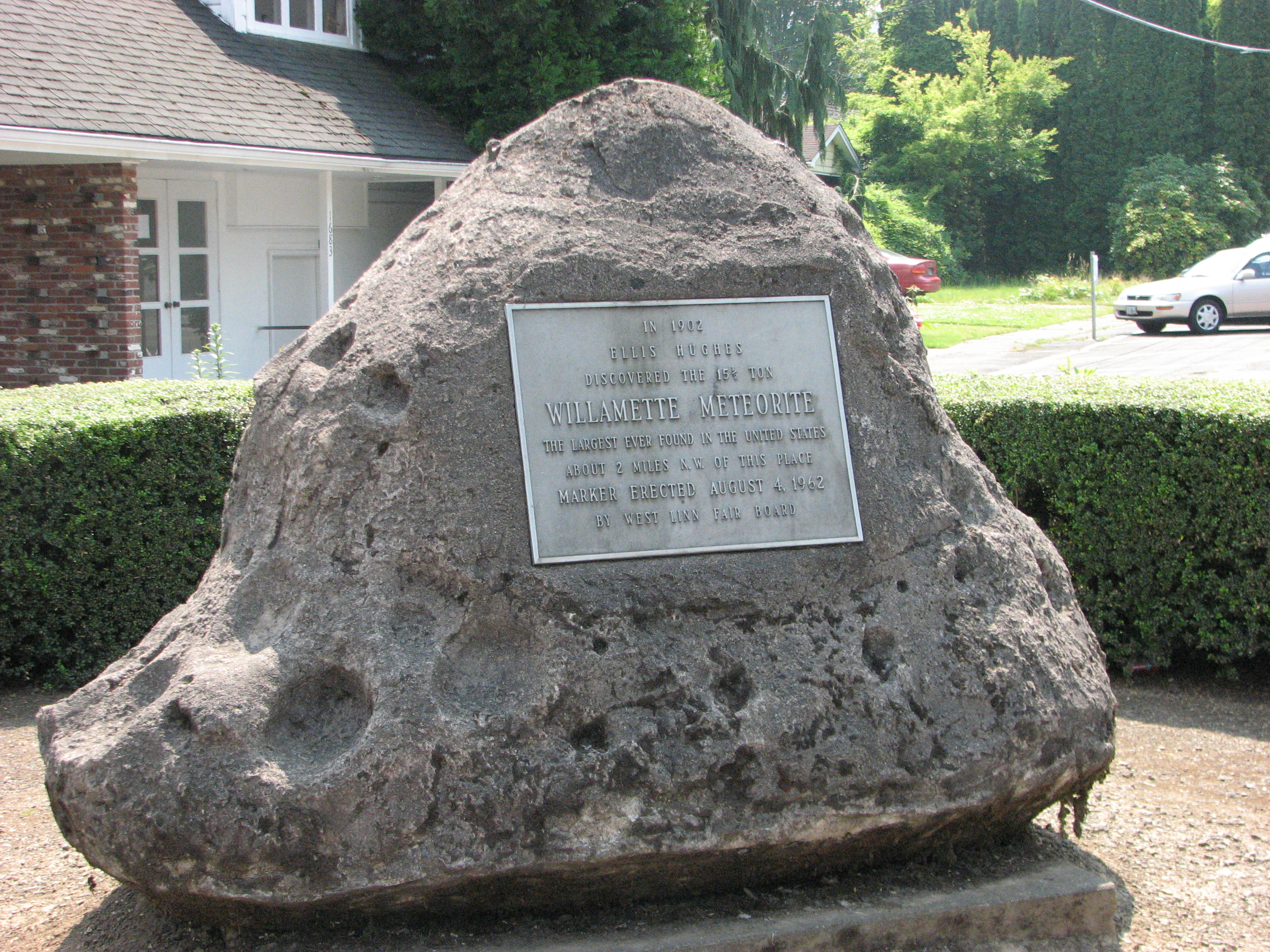
Gedenkstein im Willamette-Gebiet, Oregon, USA, um an die Fundstelle des Meteoriten zu erinnern

Der Meteorit wurde im Jahre 1902 von Ellis Hughes entdeckt, am östlichen Ende des Tualatin Valley, ca. 3 km nordwestlich des Ortes West Linn, Oregon. Der Fundort wird im Katalog der Meteoriten mit folgenden Daten geführt: 45° 22'N, 122° 35'W.
Untersuchungen weisen jedoch darauf hin, dass er nicht dort niedergegangen ist, sondern im Gebiet des heutigen Kanada. Gletschereis, das die nordamerikanische Landschaft vor ca. 15.000 Jahren prägte, transportierte den Meteoriten bis in das heutige Willamette Valley. Seine Spitze war etwa 1 m im Erdboden vergraben, die gegenüberliegende Seite lag fast parallel zur Erdoberfläche. Das umliegende Erdreich war mit Nickel angereichert.

## Besitzverhältnisse
Zur Enttäuschung des Finders wurde der Besitz des Meteoriten zunächst der Oregon Iron and Steel Company zugesprochen, auf deren Land er gefunden wurde. Seit 1905 wurde er öffentlich ausgestellt. 1906 wurde er für 20.600 US-$ von Mrs. William Dodge gekauft und an das American Museum of Natural History gespendet, wo er seit dem 7. Juni 1906 zu besichtigen ist. Der Kaufpreis war damals der höchste, der jemals für ein einzelnes Objekt des Museums ausgegeben wurde.
Die Clackamas-Indianer, die das Gebiet des Willamette Valley bewohnten, bevor die ersten europäischen Siedler kamen, gaben dem Stein den Namen Tomanowos. Sie schrieben ihm göttliche und heilende Kräfte zu, und sahen ihn als Verbindung zwischen Himmel, Erde und Wasser. Darauf aufbauende spirituelle Traditionen haben bis heute Bestand. 1990 zog die Vereinigung der Ureinwohner vor Gericht, um ihre Besitzansprüche am Meteoriten geltend zu machen. Im Jahre 2000 unterzeichneten das Museum und die Confederated Tribes of the Grand Ronde Community of Oregon eine Vereinbarung. Sie legt fest, dass der Meteorit für wissenschaftliche Zwecke im Museum verbleibt, der Stamm jedoch für religiöse, geschichtliche und kulturelle Zwecke Zugang erhält. Sollte das Museum den Willamette-Meteoriten langfristig nicht mehr ausstellen, fällt er der Grand Ronde Community zu.
1998 tauschte das Museum das Kronenstück des Meteoriten gegen ein Stück Marsgestein eines privaten Sammlers ein. Für den neuen Besitzer aus New York ein lohnendes Geschäft: Kurzerhand schnitt er eine dünne Scheibe von dem Meteoriten-Stück ab. Die nur 100 Gramm schwere Scheibe erzielte einen Preis von rund 13.000 Euro. Deren Käufer bot wiederum Mini-Stücke des Meteoriten zum Kauf an. Nachfahren der Clackamas-Indianer protestierten gegen den Astro-Kommerz.